# Sternycha paupera
Sternycha paupera là một loài bọ cánh cứng trong họ Cerambycidae.